# Toshiba
Die Toshiba Corporation (japanisch 株式会社東芝 Kabushiki-gaisha Tōshiba) ist ein internationaler Technologiekonzern mit Hauptsitz in der japanischen Hauptstadt Tokio. Das Unternehmen war zeitweise einer der größten Hersteller von elektrischen und elektronischen Geräten weltweit.

## Geschichte

Logo von Toshiba 1950 bis 1969

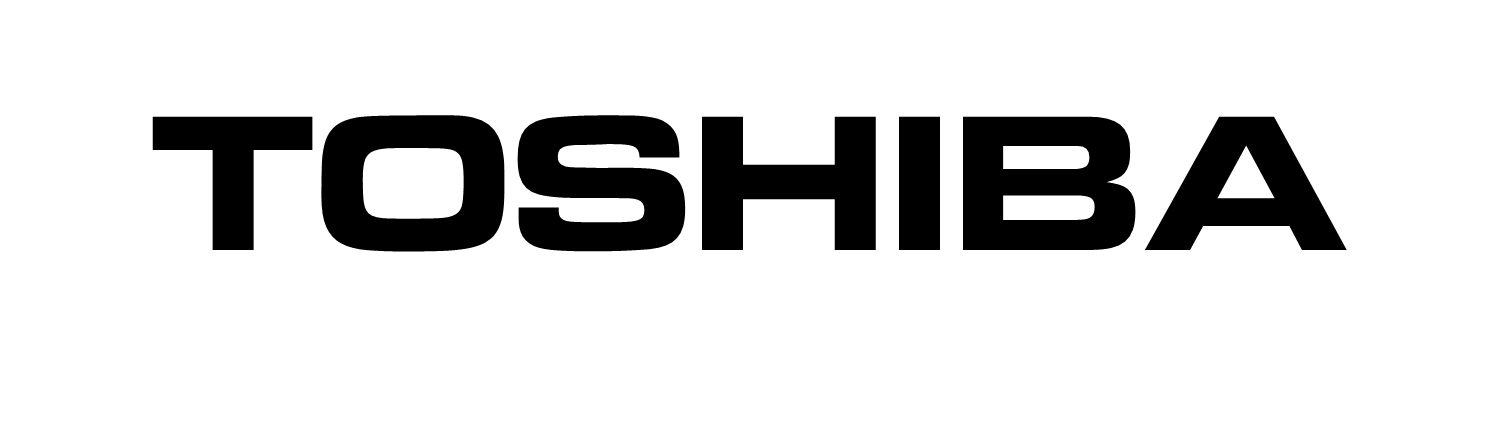
Logo von Toshiba 1969 bis 1984

Toshiba entstand 1939 aus dem Zusammenschluss von Tanaka Hisashiges 1875 gegründetem Elektrotechnikunternehmen Shibaura Seisaku-sho (芝浦製作所) und dem von Fujioka Ichisuke und Miyoshi Shōichi gegründeten Konsumgüterhersteller Tōkyō Denki (東京電気). Das neue Unternehmen hieß Tōkyō Shibaura Denki (東京芝浦電気), wurde aber vor allem unter dem Namenskürzel Tōshiba bekannt. Erst 1978 wurde dies der offizielle Firmenname. Tō [東] bedeutet Osten (Tōkyō = östliche Hauptstadt) und shiba [芝] bedeutet Rasen und leitet sich vom lokalen Ortsnamen Shibaura im Bezirk Minato, Tokio ab.
Das Unternehmen expandierte sowohl durch eigenes Wachstum, als auch durch Akquisitionen, unter anderem im Bereich der Schwerindustrie in den 1940ern und 1950ern. Später wurden wichtige Tochtergesellschaften gegründet, wie z. B. Toshiba EMI (1960), Toshiba Electrical Equipment (1974), Toshiba Chemical (1974), Toshiba Lighting and Technology (1989) und Toshiba Carrier Corporation (1999).
1984 gründeten Toshiba und Westinghouse ein Joint Venture zur Herstellung hochauflösender Bildschirme für Computer und Fernsehgeräte.

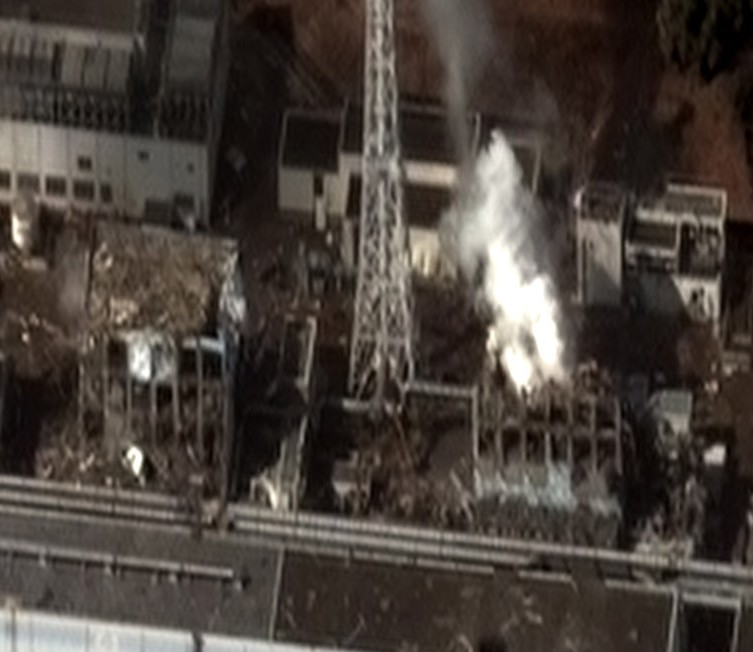
Reaktorblock 3 (rechts) des Kernkraftwerks Fukushima Daiichi am 16. März 2011

Am 28. Dezember 1970 begann Tōshiba mit dem Bau von Block 3 des Kernkraftwerks Fukushima-Daiichi, in dem sich infolge eines Erdbebens und nachfolgender Tsunamis nach einem Strom- und Kühlungsausfall am 14. März 2011 eine Explosion ereignete. Die Ereignisse führten zu einer Unfallserie mit mehreren Kernschmelzen, bei der die Reaktorblöcke 1 bis 4 zerstört und erhebliche Mengen radioaktiver Stoffe freigesetzt wurden.
1997 startete Toshiba mit der Equium-Baureihe einen zweiten Versuch, im Bereich der Desktop-Computer in den USA Fuß zu fassen. 2004 gründete man gemeinsam mit Samsung das Joint-Venture Toshiba Samsung Storage Technology.
Am 6. Februar 2006 kaufte das Unternehmen für 5,4 Milliarden US-Dollar die nukleare Sparte von Westinghouse in den Vereinigten Staaten, die sich seit 1998 im Besitz der British Nuclear Fuels plc. (BNFL) befand, und wurde damit Weltmarktführer im Nukleargeschäft.
Mitte April 2011 erklärte der damalige Unternehmensleiter Norio Sasaki, Kernenergie sei eine starke Alternative und gegenüber anderen Energiequellen leicht im Vorteil. Sogar dann, wenn man davon ausgehe, dass hypothetisch alle 30 Jahre ein Unfall passiert und man die Kosten in Betracht nehme, die durch den Austritt von Radioaktivität entstehen, müsse man dem die Reduzierung von Kohlendioxidemissionen gegenüberstellen.
Mitte 2015 wurde bekannt, dass Toshiba systematisch zu hohe Gewinne ausgewiesen hatte. Daraufhin traten mehrere Topmanager zurück, darunter der Chef Hisao Tanaka. Im Dezember 2015 meldete Toshiba, dass nach einem Milliardenverlust fast 7.000 Arbeitsplätze gestrichen werden müssen.
Im ersten Quartal 2016 verkaufte Toshiba die Medizingerätesparte Toshiba Medical Systems Corporation für 5,9 Mrd. US-Dollar an Canon.
Die Hausgerätesparte wurde im ersten Quartal 2016 zu 80,1 % von der chinesischen Midea Group übernommen, die für 40 Jahre auch die Lizenz zur Produktion unter der Marke Toshiba erhielt.
Ende 2016 wurde bekannt, dass Toshiba Abschreibungen von mehreren Milliarden US-Dollar auf die zum 31. Dezember 2015 von Toshibas Tochtergesellschaft Westinghouse Nuclear übernommene ehemalige CB&I-Tochtergesellschaft Stone & Webster vollziehen muss. CB&I ist Konsortialpartner beim Bau von acht AP1000-Reaktoren sowie im Rückbau von Kernkraftwerken tätig.
Am 29. März 2017 meldete Westinghouse Nuclear Insolvenz an.
Um die hohen Verluste der Tochter Westinghouse auszugleichen, wurden zum 1. Juni 2018 59,8 % der Anteile an der Halbleitersparte Toshiba Memory an ein Konsortium unter Führung von Bain Capital verkauft. Die Transaktion brachte 18 Mrd. US-Dollar ein. Toshiba Memory firmiert seit dem 1. März 2019 unter dem Namen Kioxia.
Ebenfalls Anfang Juni 2018 wurde bekannt, dass Toshiba seine PC- und Notebook-Sparte Toshiba Client Solutions zu 80,1 % an das Foxconn-Tochterunternehmen Sharp verkauft. Gleichzeitig wurde dem Erwerber eine Kaufoption für den verbliebenen 19,9-%-Anteil eingeräumt, die 2020 ausgeübt wurde, so dass Toshiba seither vollständig aus dem Markt für PCs und Notebooks ausgestiegen ist.
Toshiba ist neben Seagate und WD einer der letzten drei verbliebenen Festplattenhersteller. Im Jahr 2019 brachte das Unternehmen eine 16-TByte-Festplatte (MG08-Serie) auf den Markt.
Im April 2021 gab CVC Capital Partners ein Übernahmeangebot für Toshiba im Wert von 17,7 Milliarden Euro ab.
Im Juni 2021 mussten der Vorstandschef Osamu Nagayama und das Vorstandsmitglied Nobuyuki Kobayashi den Hut nehmen. Es war bekannt geworden, dass sie versucht hatten, den Einfluss ausländischer Aktionäre (namentlich den des singapurischen Fonds Effissimo) zu minimieren und das mit Hilfe des japanischen Handelsministeriums.
Im November 2021 gab Toshiba bekannt, sich in drei unabhängige Unternehmen aufspalten zu wollen. Eines für die Bereiche Infrastruktur, eines für elektronische Geräte und der Rest sollte als Toshiba weitergeführt werden. Die Aktionäre lehnten dies aber mehrheitlich auf einer außerordentlichen Hauptversammlung im März 2022 ab.
Im März 2023 gab das Unternehmen bekannt, dass es ein Übernahmeangebot in Höhe von 2 Billionen Yen (rund 15,3 Milliarden Dollar) von einem Konsortium unter der Leitung von Japan Industrial Partners (JIP) angenommen hat, JIP ist ein in Tokio ansässiges Private-Equity-Unternehmen und will Toshiba von der Börse nehmen, wenn Aktionäre und Aufsichtsbehörden den Plänen zustimmen. Laut dem öffentlich-rechtlichen Rundfunk NHK wird damit auch das Ziel verfolgt, den Einfluss der ausländischen Investoren zurückzudrängen.
Im September 2023 wurde der Vollzug der Übernahme von Toshiba für 16 Milliarden Dollar gemeldet, was einer Beteiligungsquote von 78,65 % entsprach. Einer baldiger Squeeze-Out wurde angestrebt.
Im Dezember 2023 ließ Toshiba sich nach 74 Jahren von der Tokioter Börse abmelden.

## Gliederung des Konzerns

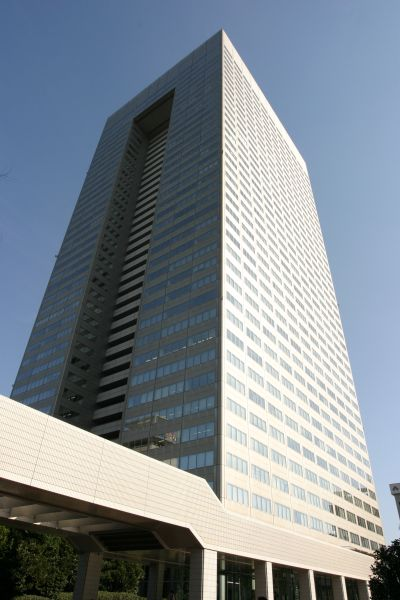
Toshiba-Firmenzentrale

Der Jahresabschluss 2007 (Stand: Ende März 2007) nennt weltweit 519 teil- oder vollkonsolidierte Tochterfirmen der Toshiba Corporation.
Der Konzern gliedert sich in folgende Sparten:
- Digital Products Group mit den Bereichen Mobilkommunikation, Digitale Medien, Personal Computer / Netzwerke
- Electronic Devices & Components Group mit den Bereichen Halbleiter und Anzeigegeräte
- Infrastructure Systems Group mit den Bereichen Energietechnik, Industriesysteme und Sozialinfrastruktur

Zusätzlich zum Mutterkonzern sind folgende Töchter börsennotiert:
- Nishishiba Electric Co. Ltd.
- Shibaura Mechatronics Corporation
- Topcon Corporation
- Toshiba Ceramics Co. Ltd.
- Toshiba Machine Co. Ltd.
- Toshiba Plant Systems & Services Corporation
- Toshiba TEC

### Halbleiter
In einem Joint Venture mit SanDisk stellte Toshiba in Yokkaichi (Japan) NAND-Flash-Speicherchips her. Die Halbleitersparte war 2016 die profitabelste des Konzerns.
Verschiedene Konzerne, darunter TSMC, Western Digital, SK Hynix, Broadcom, Silver Lake Management und KKR, hatten Gebote für Toshiba Memory abgegeben. Am 1. Juni 2018 gab Toshiba bekannt, dass der Verkauf an ein Konsortium unter Leitung von Bain Capital für 18 Mrd. US-Dollar abgeschlossen sei. Beteiligt an dem Konsortium sind SK Hynix, Apple, Dell Technologies, Seagate Technology und Kingston Technology. Toshiba selbst hat 40 % der Anteile zurückgekauft.

## Toshiba in Deutschland

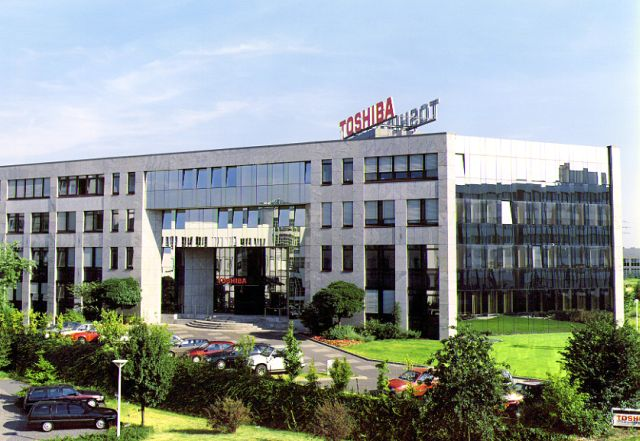
Toshiba Europe GmbH, Neuss

Die europäische Hauptverwaltung für den Bereich der IT-/Consumer-/Bürokommunikation ist die Toshiba Europe GmbH (TEG) mit Sitz in Düsseldorf. Bis September 2021 lag der Firmensitz in Neuss. In Düsseldorf ist die Verwaltung der Produktbereiche Computersysteme, Projektoren, Speichermedien (CD, DVD, Festplatten) und Unterhaltungselektronik (DVD-Spieler, Fernseher) untergebracht. Halbleiter- und elektronische Bauelemente werden ebenfalls von Düsseldorf aus verwaltet. In Braunschweig befand sich ein entsprechendes Produktionswerk für Leistungshalbleiter, welches 2007 geschlossen wurde. In Regensburg gibt es die TRO (Toshiba Regensburg Operations), die früher dort Notebooks der gehobenen Preisklassen und Bauteile für PCs herstellte und seit 1. Januar 2008 als Logistikzentrum für die EMEA-Region (Europa, Naher Osten und Afrika) fungiert.
In Neuss befindet sich die Deutschland-Zentrale von TERIS (Toshiba TEC Europe Retail Information Systems), der Sparte für Kassensysteme. TERIS firmierte ehemals als TEC (Tokyo Electric Company).
Seit der Übernahme der Westinghouse Nuclear war Toshiba auch Eigentümer der Westinghouse Electric Germany GmbH in Mannheim.

## Sonstiges
Die Marke Toshiba führte in der belgischen Politik zu dem fest stehenden Begriff „Toshiba Boys“. Diesen Namen erhielten die damaligen Berater des Ministers für institutionelle Reformen Jean-Luc Dehaene (CD&V), die Ende der 1980er Jahre anhand der ersten Toshiba-Notebooks, die sie bequem zu den Verhandlungen zwischen Flamen und Wallonen im Rahmen der dritten belgischen Staatsreform mitnehmen konnten, komplizierte Finanzsimulationen erstellten und aufgrund dieser das Sondergesetz zur Finanzierung der Gemeinschaften und Regionen ausarbeiteten.

## Produkte
Ehemalige und aktuelle Produkte und Produktionen von Toshiba:

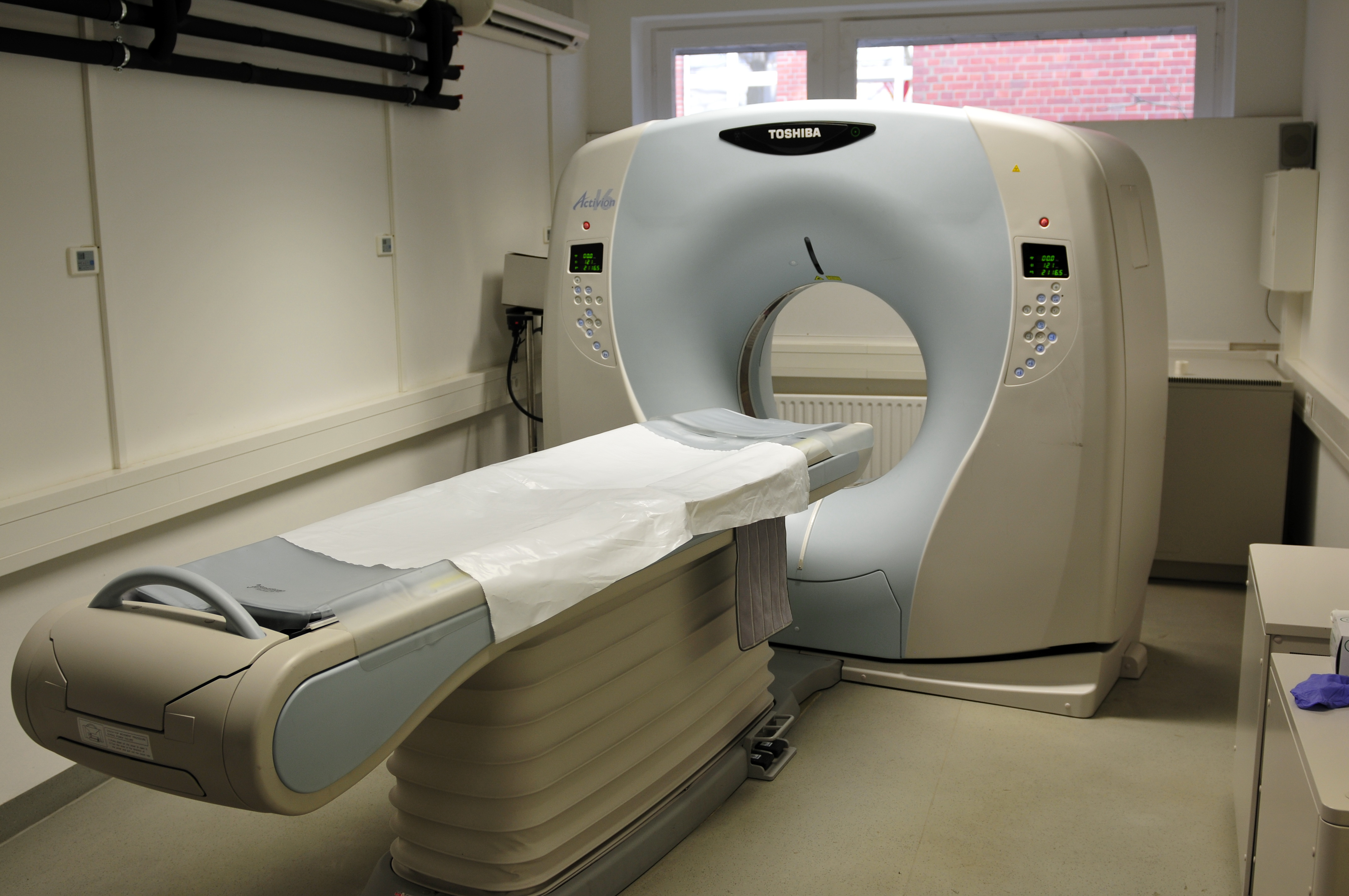
Computertomograph (2013)
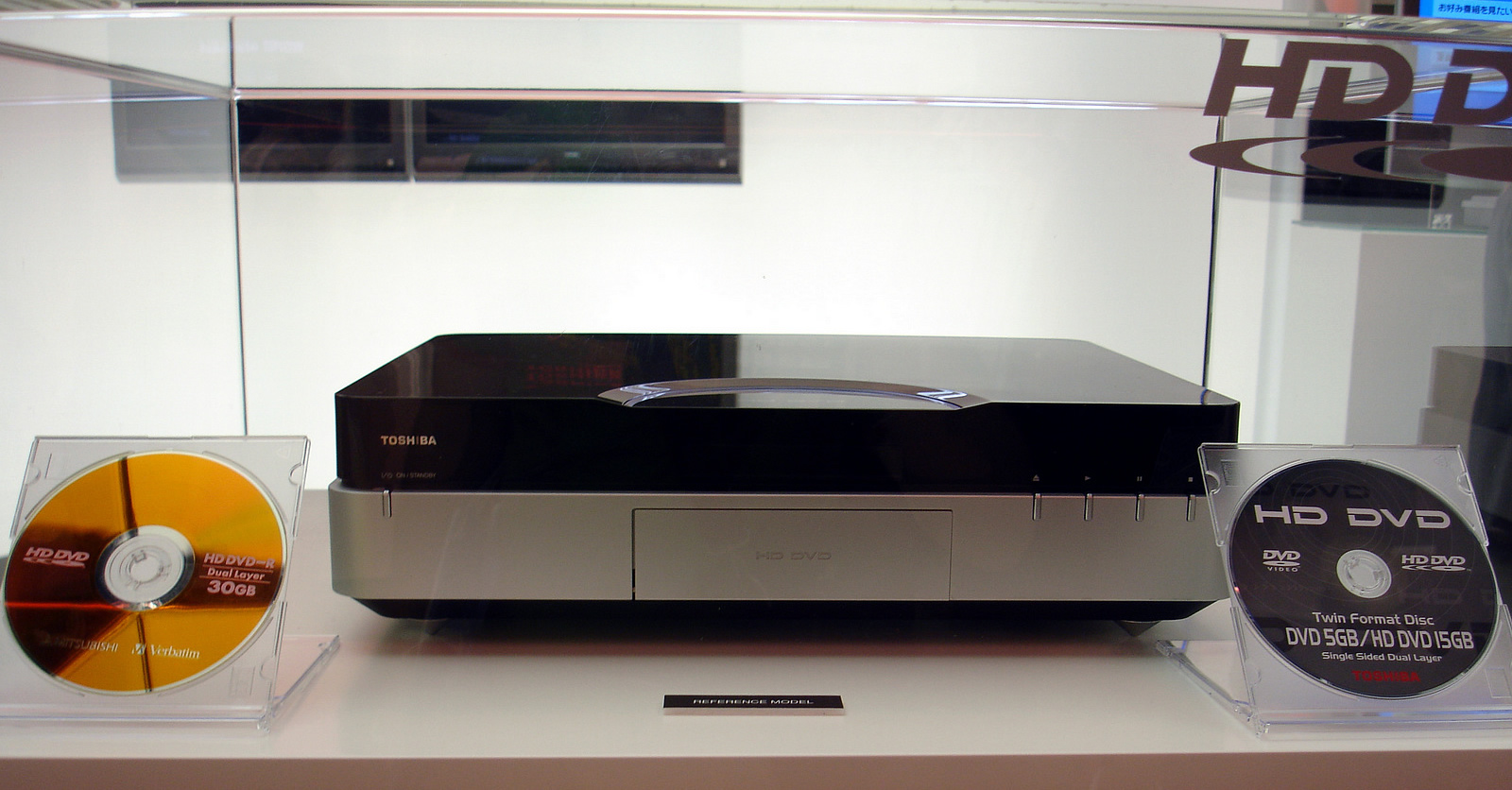
HD-DVD-Player (2005)
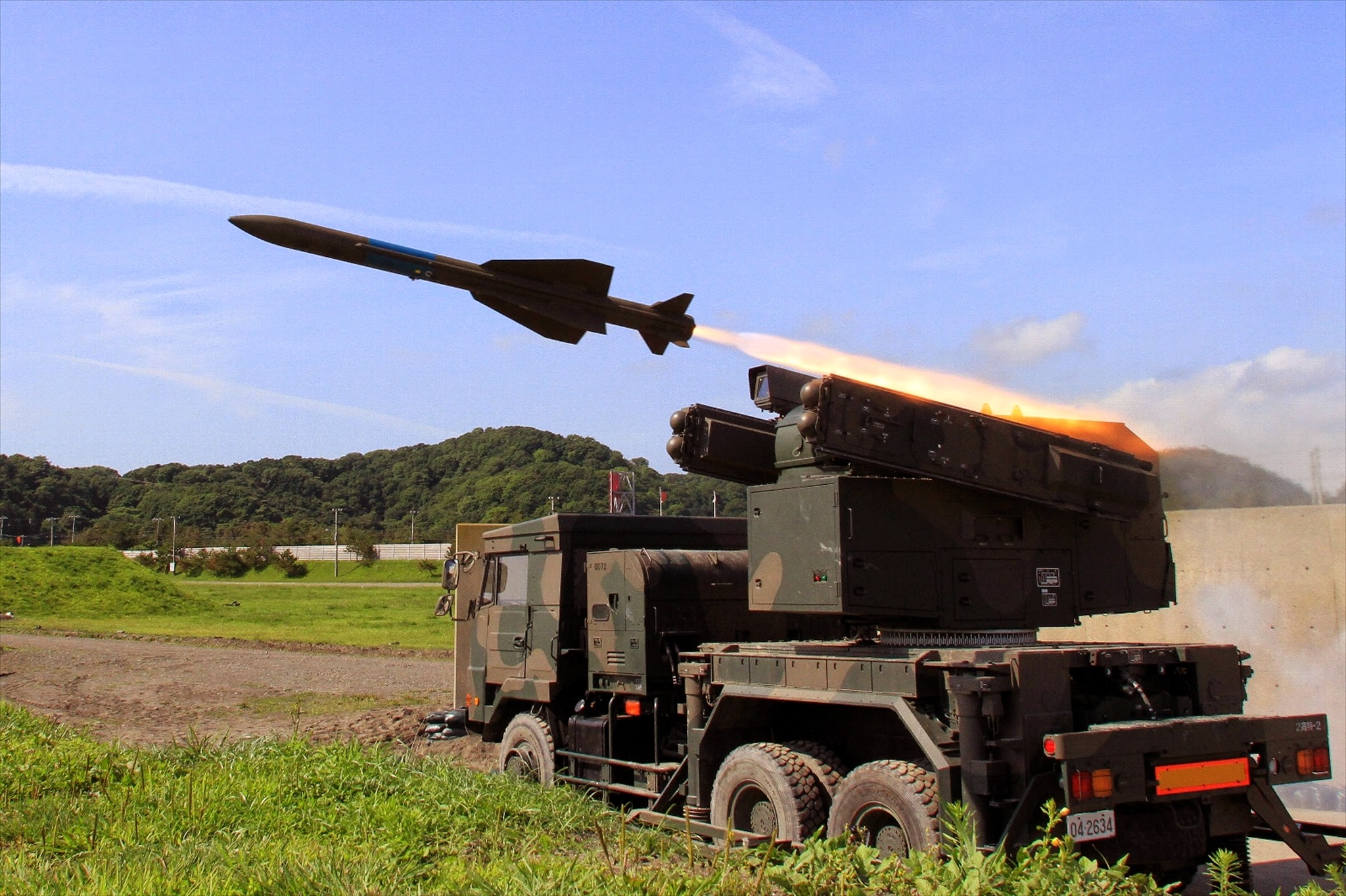
Flugabwehrraketen-System Typ 81
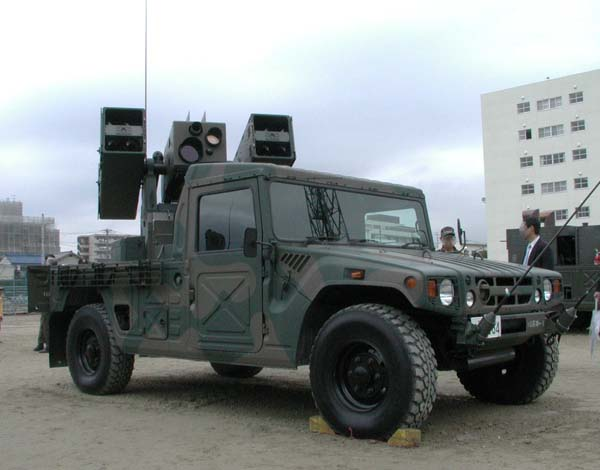
Luftabwehrfahrzeug Typ 93 Closed Arrow
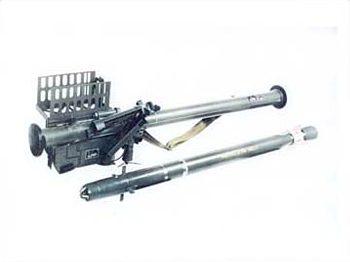
MANPADS Typ 91
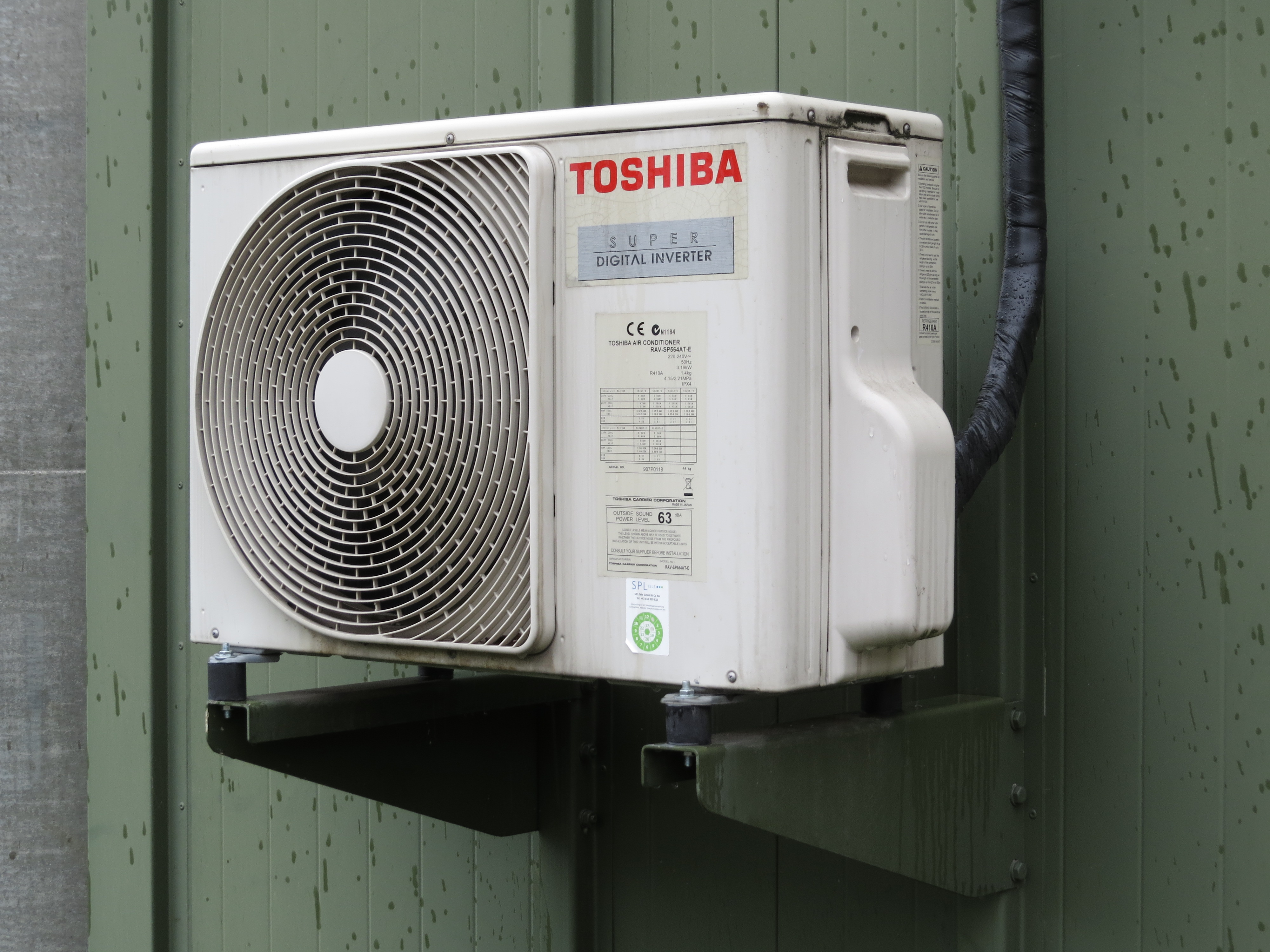
Klimaanlage
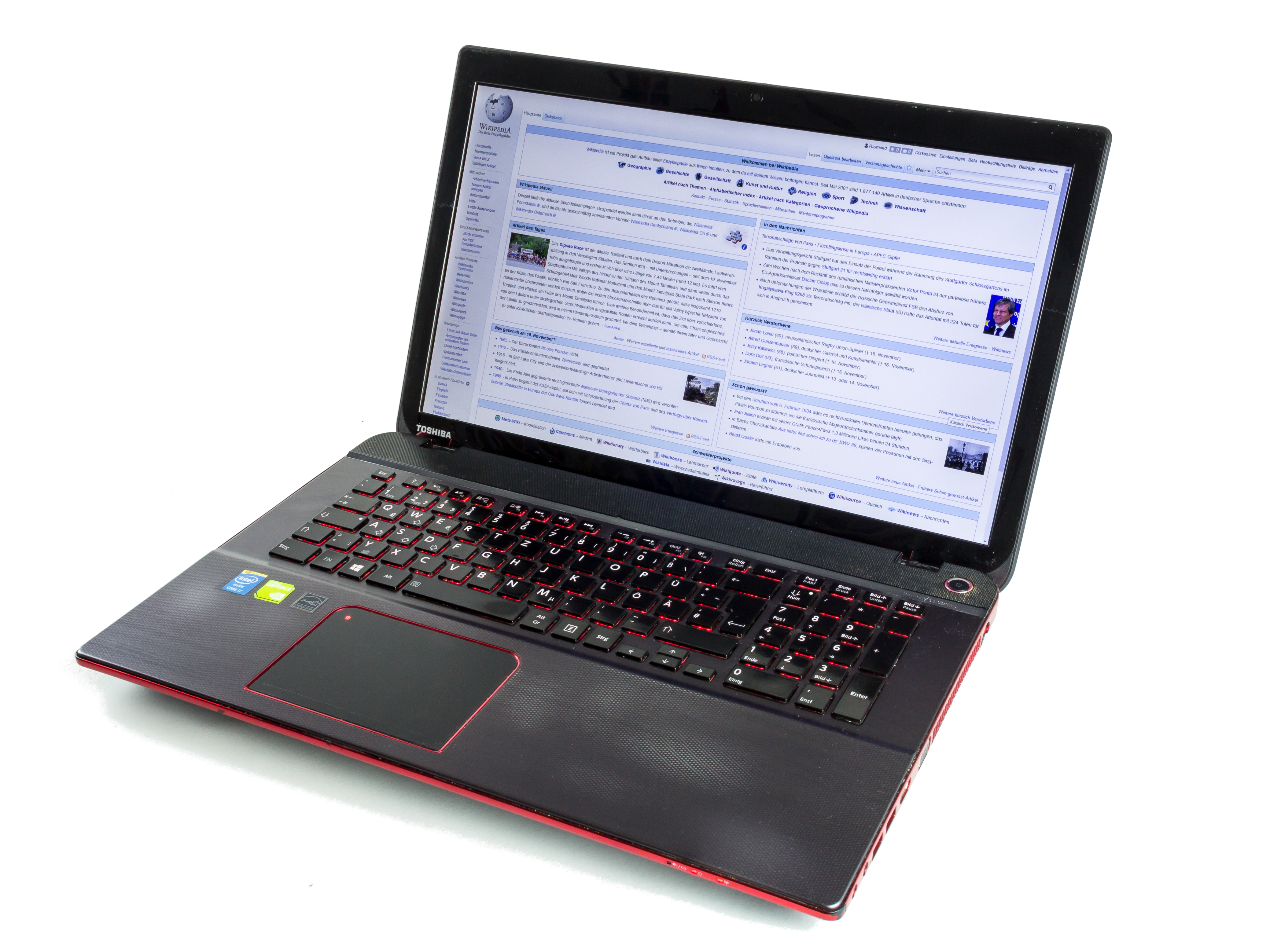
Laptop Qosmio X70-A-12N PSPLTE
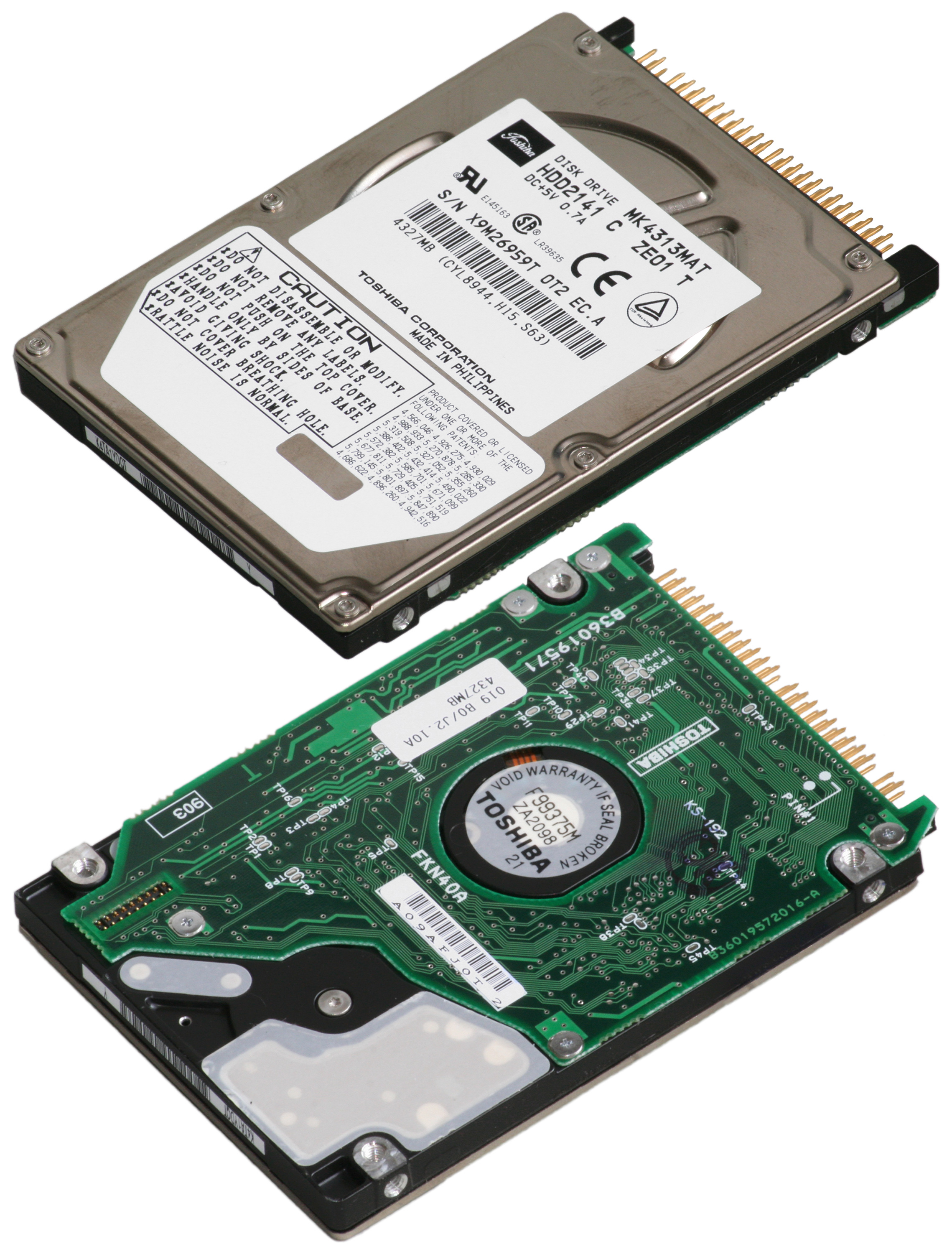
2,5-Zoll-Festplatte
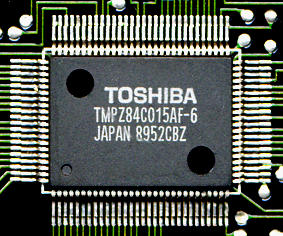
Mikroprozessor für Taschenrechner
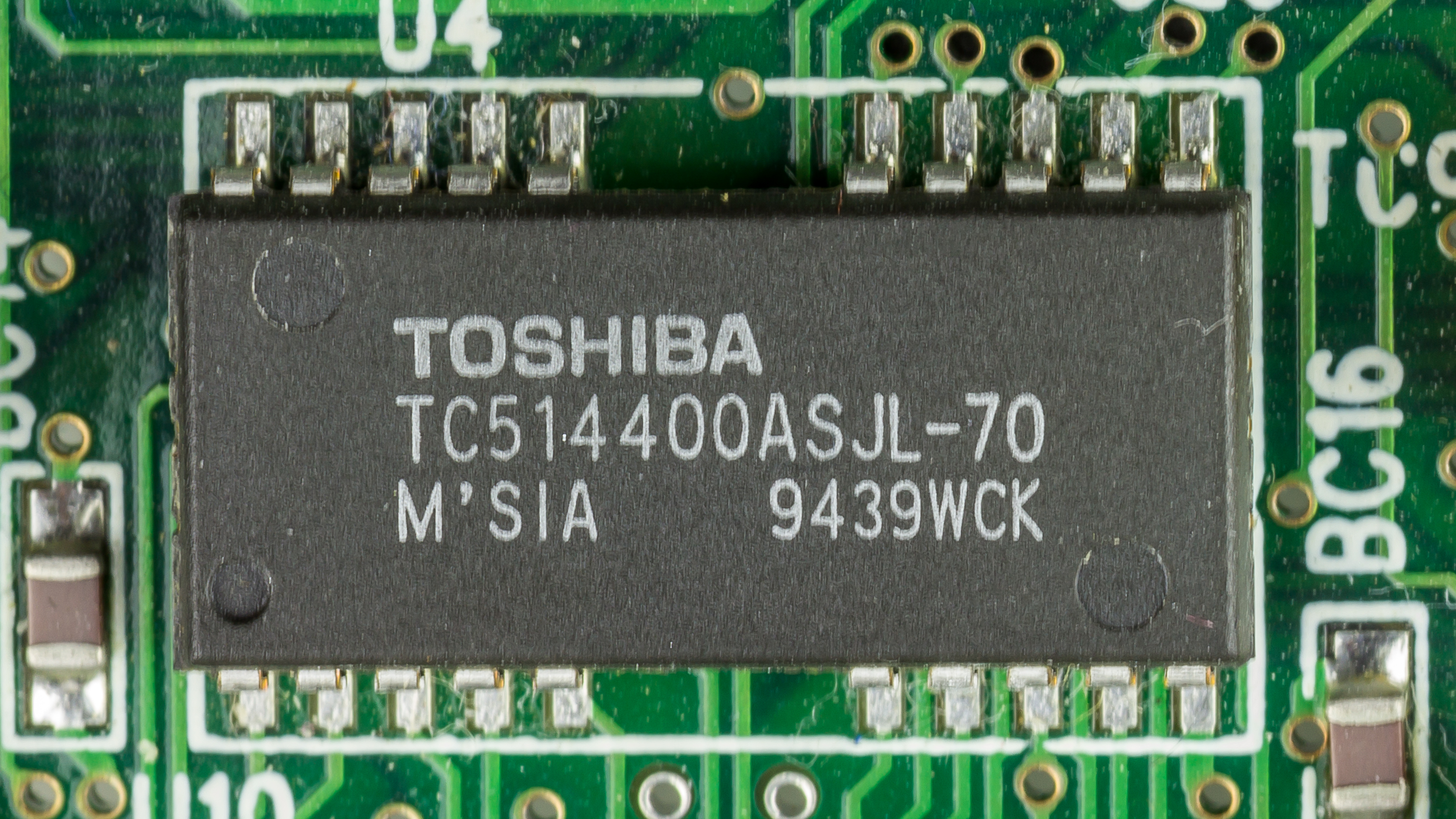
Speicher (RAM) für Laptops
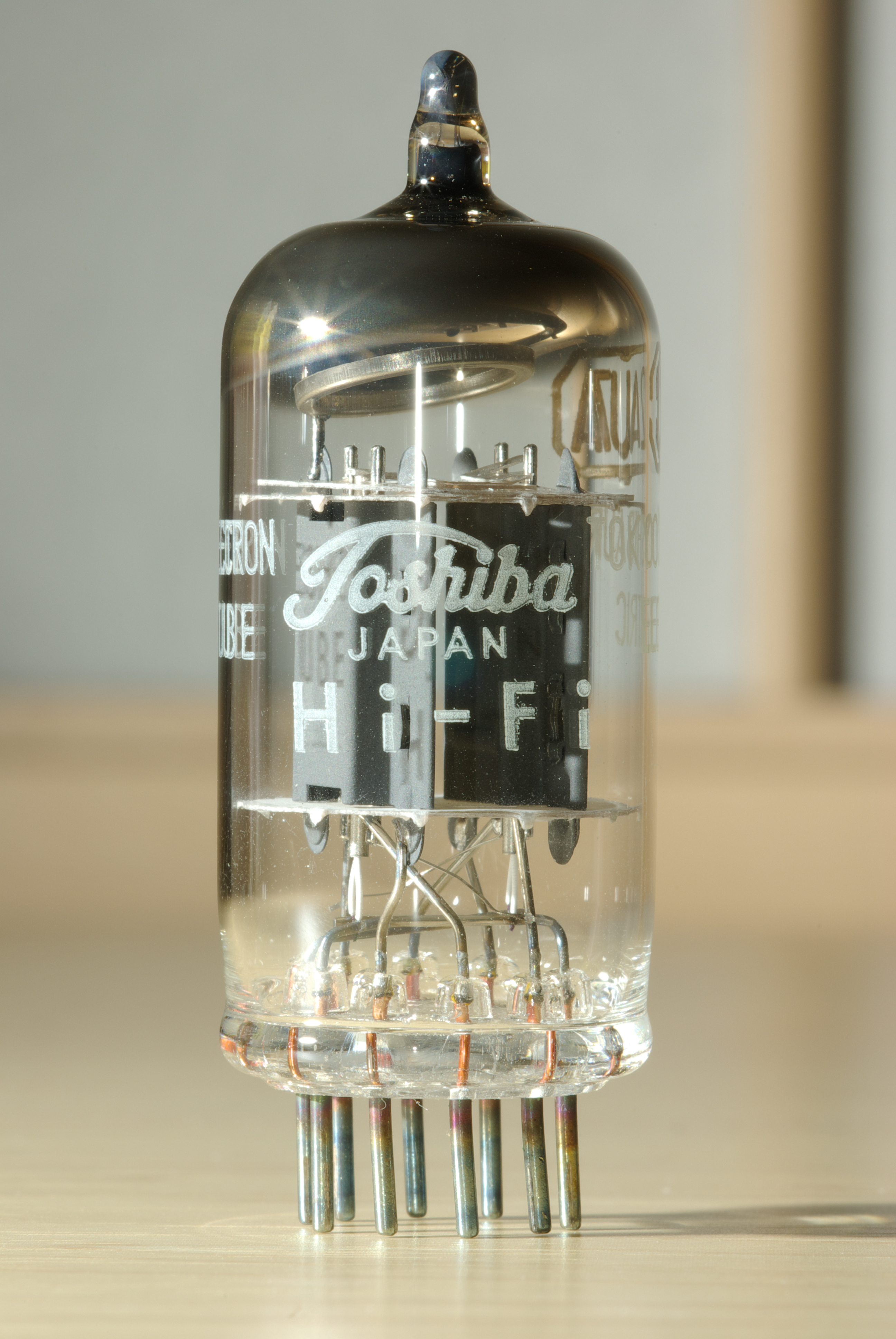
Radioröhre 12AU7
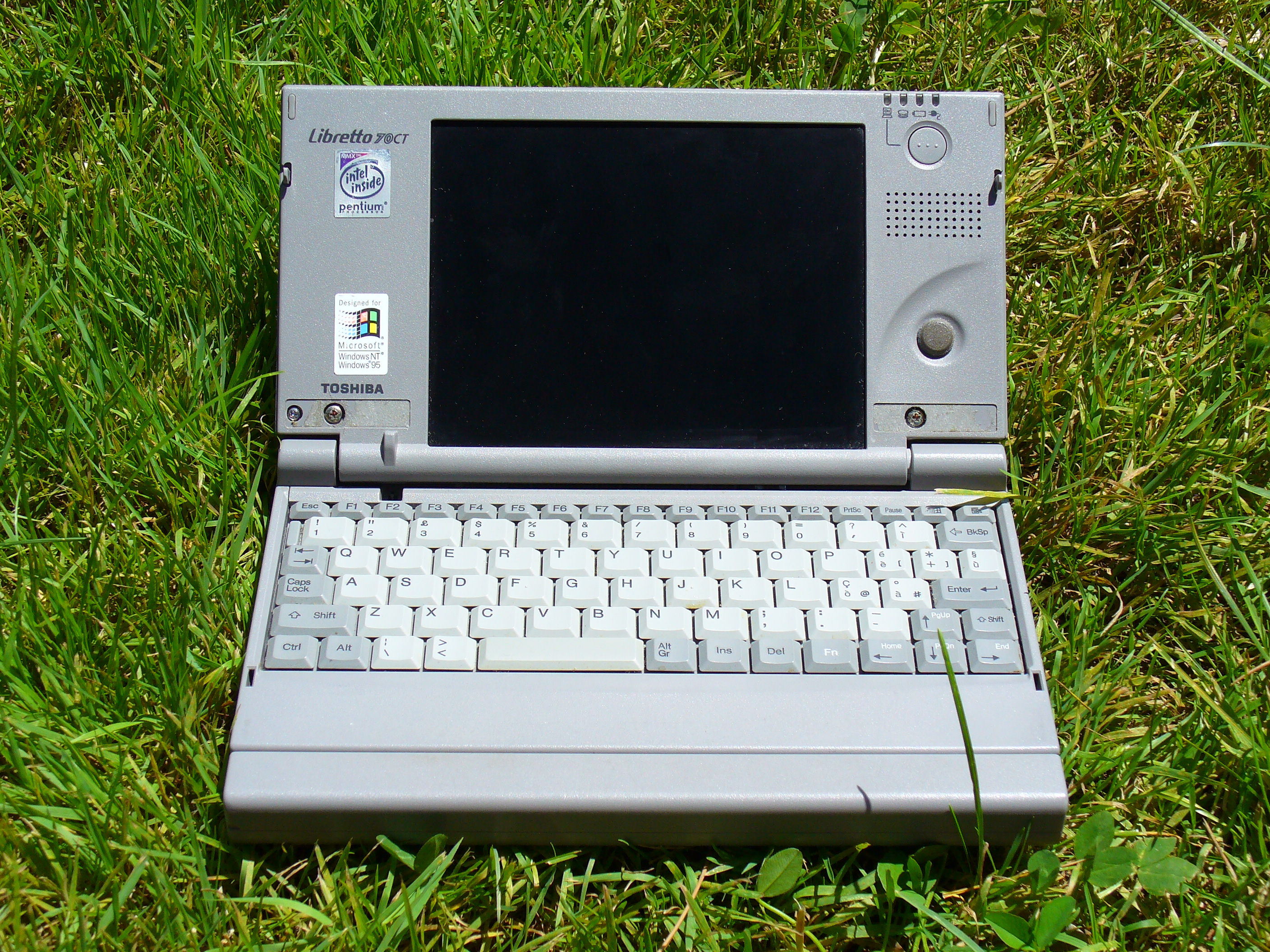
Libretto 70CT
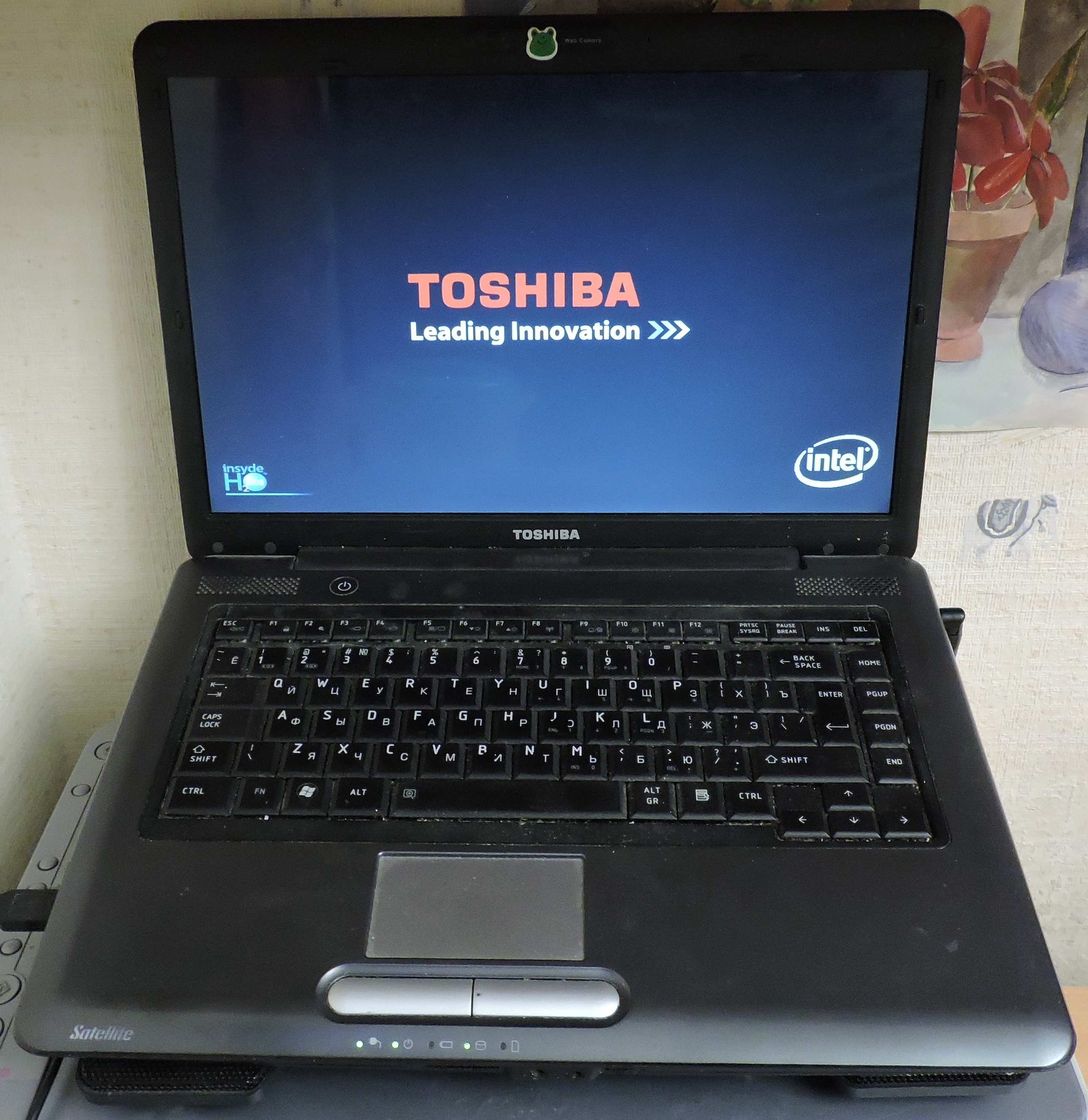
Toshiba Satellite A300
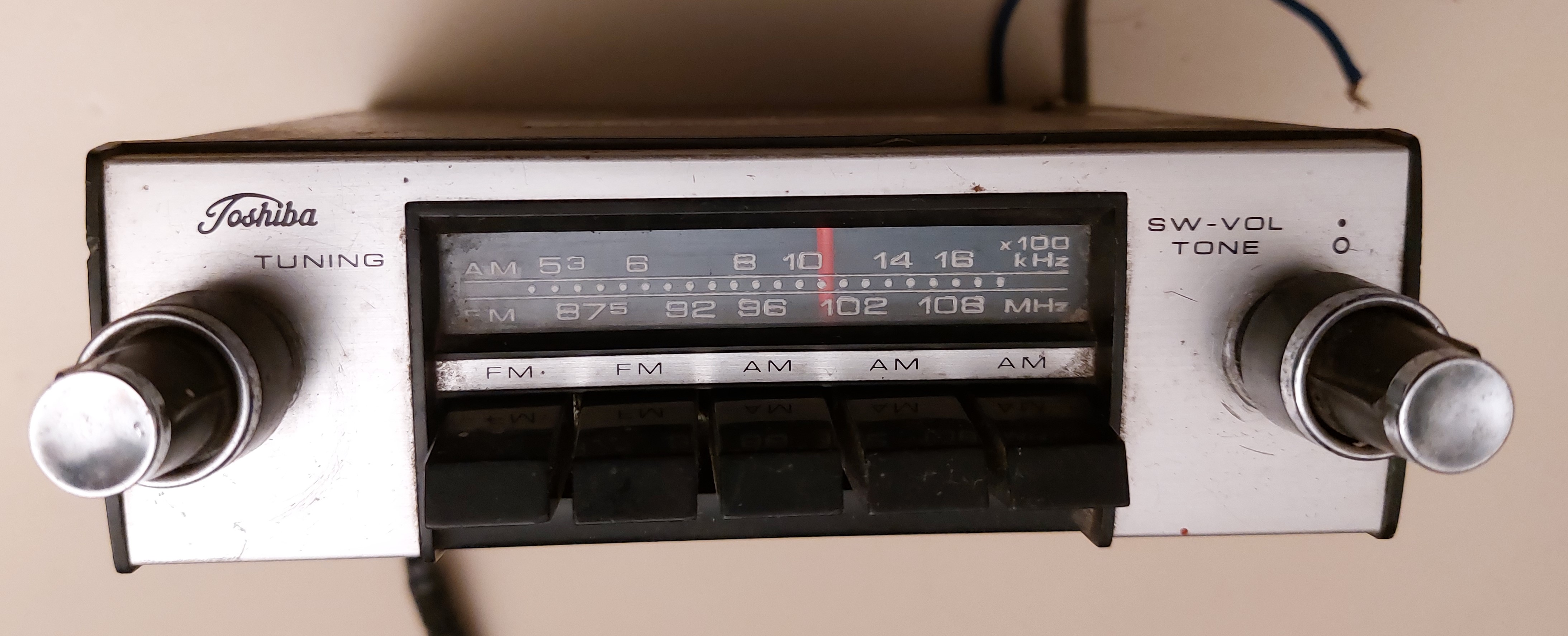
Toshiba-Autoradio